# 徐誠 (畫家)
徐誠（？—？），字大成，江蘇太倉人，清朝書畫家。

## 生平
徐誠本鄉居太倉，後徙居至芝塘里，並隱其姓，易徐為余，故又名余誠。誠工善花、鳥，並得其同鄉吳慎、修淑所傳。